# Federación de Fútbol de los Estados Unidos
La Federación de Fútbol de los Estados Unidos o U.S. Soccer (en inglés: United States Soccer Federation) es el organismo que rige al fútbol en los Estados Unidos con sede en Chicago, Illinois. Fue fundada en 1913 y afiliada a la FIFA desde 1914. Es miembro de la Concacaf y está a cargo de las competencias de clubes en todos los niveles, la formación de entrenadores y árbitros, de la selección masculina y femenina adulta, y las juveniles.

## Historia

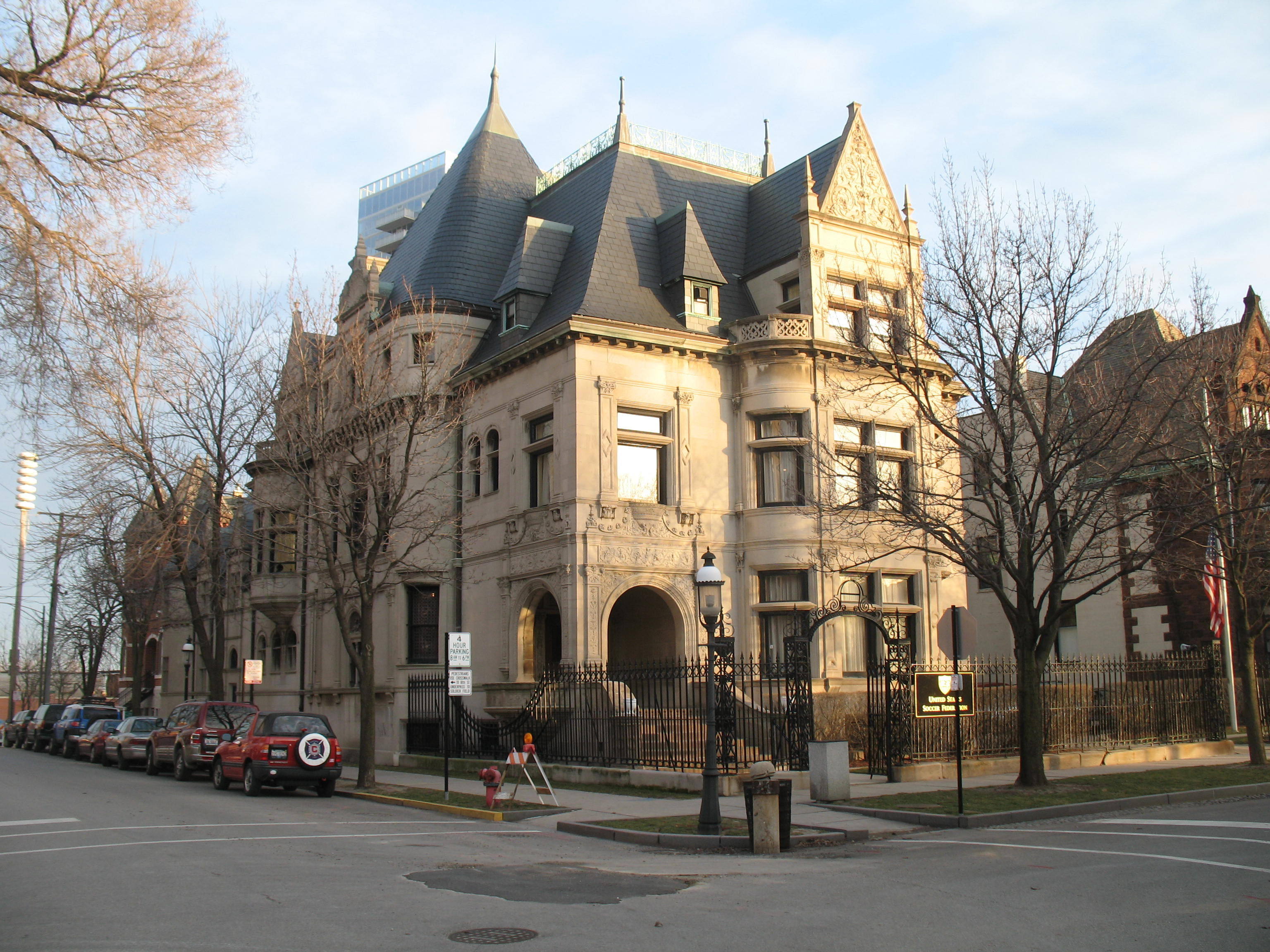
Sede en Chicago, Illinois.

Antes de la creación del principal organismo oficial de fútbol en el país, existían dos administraciones de fútbol no oficial: la American Football Association (1884) y la American Amateur Football Association (1911). En el cual estaban integrados con equipos amateur, y del noreste de Estados Unidos. Sin embargo, estos dos organismos tuvieron muchos conflictos debido a que uno de los dos querían ser la primera asociación fútbol en el país. Tras superar las diferencias, la American Amateur Football Association terminó fundando oficialmente el día 5 de abril de 1913 bajo el nombre de la Asociación de Fútbol de los Estados Unidos (United States Football Association). Un año después, se incorporó a la FIFA en 1914.
En 1914 se creó una de las primeras competiciones, la Lamar Hunt U.S. Open Cup, denominada como la National Challenge Cup en ese tiempo, siendo uno de los torneos más antiguos de ese país en la actualidad. El primer campeón fue el Brooklyn Field Club.
Desde 1945, se denominó como United States Soccer Football Association, y hasta 1974 pasó a llamarse al actual nombre, United States Soccer Federation.
En los años 1990, Estados Unidos fue sede de la Copa Mundial de Fútbol de 1994 y la Copa Mundial Femenina de Fútbol de 1999. Actualmente, organiza varios campeonatos a nivel local y torneos a nivel Concacaf y FIFA.

## Competiciones

### Masculinas
- Major League Soccer (primer nivel).
- USL Championship (segundo nivel).
- USL League One, National Independent Soccer Association y MLS Next Pro (tercer nivel).
- USL League Two y National Premier Soccer League (cuarto nivel).
- El resto de los niveles inferiores, campeonatos y copas amateurs como la United States Adult Soccer Association y la United Premier Soccer League, ya sea a nivel regional y nacional.
- Lamar Hunt U.S. Open Cup (copa nacional).

### Femeninas
- National Women's Soccer League (primer nivel).
- Women's Premier Soccer League y United Women's Soccer (torneos semiprofesionales).

## Presidentes

### Cronología de los presidentes
| - Gustav Randolph Manning (1913-1915) - John Fernley (1915-1917) - Peter Peel (1917-1919) - George Healey (1919-1923) - Peter Peel (1923-1924) - Morris Johnson (1924-1926) - Andrew Brown (1926-1928) - Armstrong Patterson (1928-1932) - Elmer Schroeder (1932-1934) - Joseph Barriskill (1934-1936) - Joseph Triner (1936-1938) - Harold Callowhill (1938-1941) - Thomas Sager (1941-1945) - Harry Fairfield (1945-1948) - Walter Giesler (1948-1950) - Fred Netto (1950-1952) - James McGuire (1952-1954) | - Edward Sullivan (1954-1957) - Walter Rechsteiner (1957-1959) - Jack Flamhaft (1959-1961) - Eugene Ringsdorf (1961-1963) - George Fishwick (1963-1965) - Frank Woods (1965-1967) - Bob Guelker (1967-1969) - Erwin Single (1969-1971) - James McGuire (1971-1975) - Gene Edwards (1975-1984) - Werner Fricker (1984-1990) - Alan Rothenberg (1990-1998) - Robert Contiguglia (1998-2006) - Sunil Gulati (2006-2018) - Carlos Cordeiro (2018-2020) - Cindy Parlow (2020-presente) |

## Palmarés

### Selección de fútbol masculino

#### Absoluta
| Competición                     | Campeón                                       | Subcampeón                              | Tercer puesto   |
| ------------------------------- | --------------------------------------------- | --------------------------------------- | --------------- |
| Copa Mundial de Fútbol          | -                                             | -                                       | 1 (1930)        |
| Copa FIFA Confederaciones       | -                                             | 1 (2009)                                | 2 (1992 y 1999) |
| Copa Oro de la Concacaf         | 7 (1991, 2002, 2005, 2007, 2013, 2017 y 2021) | 6 (1989, 1993, 1998, 2009, 2011 y 2019) | 2 (1996 y 2003) |
| Liga de Naciones de la Concacaf | 3 (2019-20, 2022-23 y 2023-24)                | -                                       | -               |

### Selección de fútbol femenino

#### Absoluta
| Competición                        | Campeón                                                   | Subcampeón | Tercer puesto         |
| ---------------------------------- | --------------------------------------------------------- | ---------- | --------------------- |
| Copa Mundial Femenina de Fútbol    | 4 (1991, 1999, 2015 y 2019)                               | 1 (2011)   | 3 (1995, 2003 y 2007) |
| Campeonato Femenino de la Concacaf | 9 (1991, 1993, 1994, 2000, 2002, 2006, 2014, 2018 y 2022) | -          | 1 (2010)              |
| Copa Oro Femenina de la Concacaf   | 1 (2024)                                                  | -          | -                     |
| Torneo Olímpico de Fútbol          | 5 (1996, 2004, 2008, 2012 y 2024)                         | 1 (2000)   | 1 (2020)              |

### Selección de fútbol sala masculino

#### Absoluta
| Competición                      | Campeón         | Subcampeón | Tercer puesto   |
| -------------------------------- | --------------- | ---------- | --------------- |
| Copa Mundial de Fútbol Sala      | -               | 1 (1992)   | 1 (1989)        |
| Campeonato de Futsal de Concacaf | 2 (1996 y 2004) | 1 (2020)   | 2 (2000 y 2008) |